# Boulia Shire
Boulia Shire är en kommun i Australien. Den ligger i delstaten Queensland, omkring 1 500 kilometer nordväst om delstatshuvudstaden Brisbane. Antalet invånare var 426 vid folkräkningen 2016.
Omgivningarna runt Boulia är i huvudsak ett öppet busklandskap. Trakten runt Boulia är nära nog obefolkad, med mindre än två invånare per kvadratkilometer. Genomsnittlig årsnederbörd är 259 millimeter. Den regnigaste månaden är februari, med i genomsnitt 93 mm nederbörd, och den torraste är augusti, med 1 mm nederbörd.